# Richard Gerhardi
Richard Gerhardi (* 9. November 1842 in Lüdenscheid; † 1. Mai 1924 ebenda) war ein deutscher Unternehmer und Politiker.
Gerhardi, der evangelischer Konfession war, war der Sohn von Wilhelm Gerhardi (1812–1870), einem Unternehmer in Lüdenscheid. Gerhardi war Fabrikant in Lüdenscheid. Er war Präsident der Südwestfälischen IHK.
Kommunalpolitisch war er als Stadtverordneter und Kreistagsmitglied engagiert. 1905 bis 1919 war er Abgeordneter im Provinziallandtag der Provinz Westfalen für den Wahlkreis Altena. Er gehörte auch dem Verein Deutscher Ingenieure (VDI) und dem VDI-Bezirksverein an der Lenne an.